# Horia (bọ cánh cứng)
Horia là một chi bọ cánh cứng trong họ Meloidae. Chúng được xếp trong tông Horiini cùng với 2 chi khác là Synhoria và Cissites.

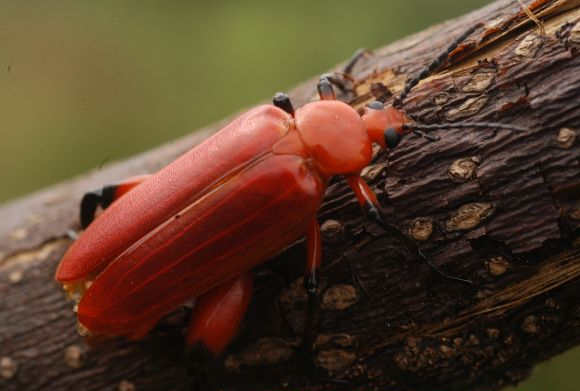
Horia sp. near roepkei

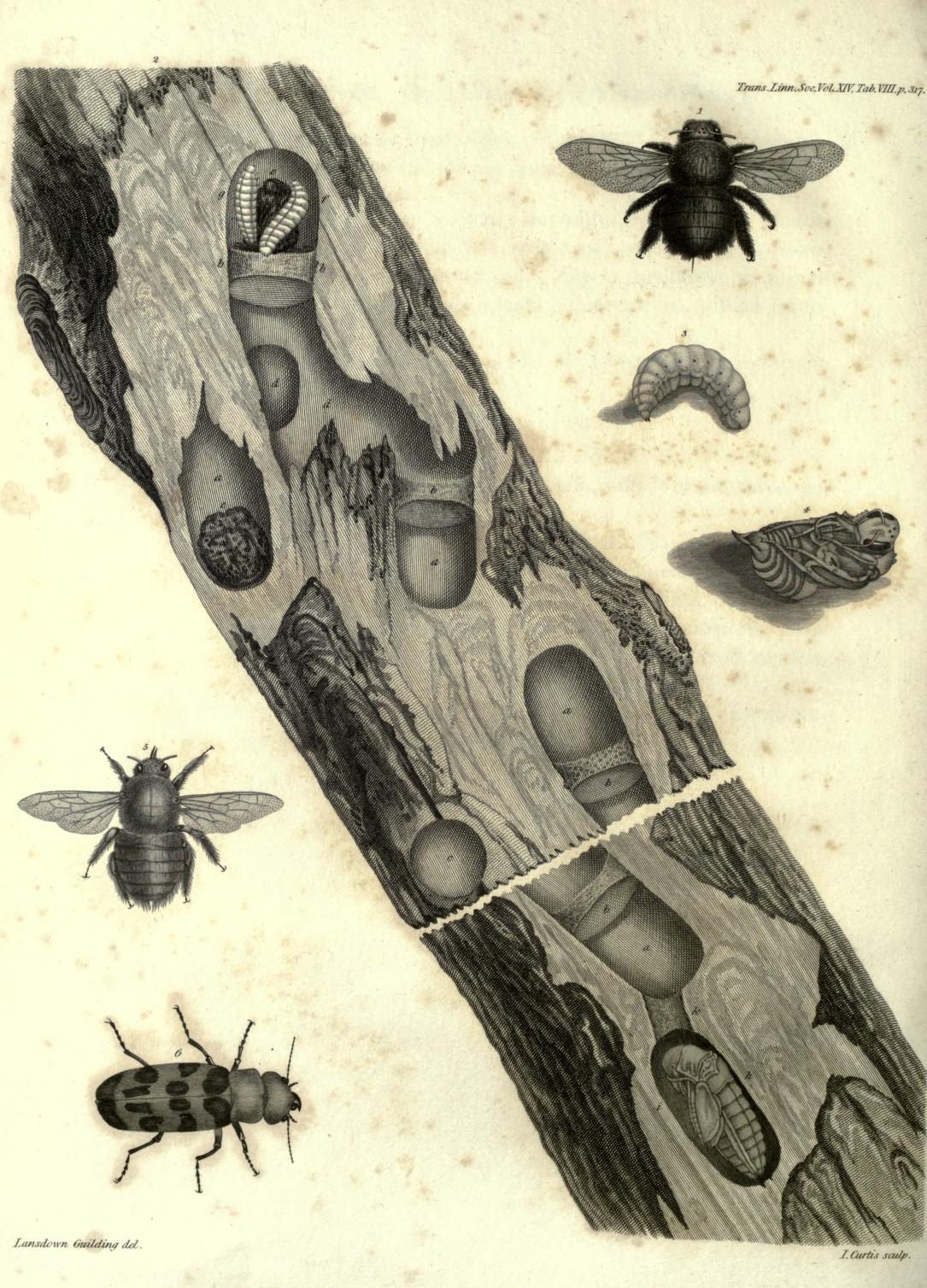
Horia maculata and its life in the brood chambers của Xylocopa illustrated by Lansdown Guilding

Một số loài trong chi này sống bám theo ong Xylocopa. Horia maculata từng được du nhập vào Hawaii đế khống chế Xylocopa nhưng chúng không phát triển số lượng ổn định.